# 성당초등학교 (충남)
성당초등학교는 대한민국 충청남도 당진시에 있는 공립 초등학교이다.

## 학교 연혁
- 1941.02.01 당진현내공립국민학교 부설 성당간이학교 인가
- 1943.03.31 당진현내공립국민학교 부설 성당분교장 개칭 인가
- 1949.09.30 성당국민학교로 승격 인가
- 1982.02.20 병설유치원 인가
- 1996.03.01 성당초등학교로 개칭

## 참고 자료
- 성당초등학교 - 한국교육학술정보원 학교알리미